# Зиковка (Курська область)
Зиковка (рос. Зыковка) — присілок в Фатезькому районі Курської області Російської Федерації.
Населення становить 142 особи. Входить до складу муніципального утворення Глібовська сільрада.

## Історія
Населений пункт розташований на території українського етнічного та культурного краю Східна Слобожанщина.
Від 2004 року входить до складу муніципального утворення Глібовська сільрада.

## Населення
| 2002 | 2010 |
| ---- | ---- |
| 143  | ↘142 |